# El foraster
El foraster é um programa de televisão produzido pela TV3 e pela Brutal Mèdia, lançado em 25 de setembro de 2013. É apresentado por Quim Masferrer, um «forasteiro» que viaja em busca dos pequenos povoados catalães  com menos de 1000 habitantes. É inspirado no programa dinamarquês Comedy on the Edge.
O objetivo do forasteiro é, em quarenta e oito horas, conhecer o maior número possível de pessoas do povoado para criar um monólogo de cerca de 45 minutos, a ser apresentado aos habitantes do povoado na noite do dia seguinte. Os protagonistas do programa são, portanto, os próprios habitantes do local.
Ao logo de sua apresentação, o monólogo mescla o humor do «forasteiro» e algumas das partes mais emblemáticas da passagem do apresentador pelo povoado. O programa tem a intenção de colocar em evidência a particularidade e a a essência familiar de casa um desses pequenos povoados.

## História
Durante a primeira temporada, o programa foi emitido nas noites de terça-feira e Quim Masferrer visitou doze povoados. A segunda temporada (assim como, posteriormente, a décima e a décima primeira temporadas) teve uma redução de capítulos, com um total de oito. Nas demais temporadas, o forasteiro visitou entre nove e doze localidades, à exceção da oitava temporada, em que, em decorrência das complicações relacionadas à gravação de episódios por conta da pandemia de covid-19, houve apenas oito capítulos. A quarta temporada, exibida em 2016, foi a que registou a maior audiência em números absolutos até o momento, com mais de 650.000 espectadores. A maior média de share foi de 26%, na décima primeira temporada.
Em 26 de março de 2014, foi lançado o livro Dietari d'El Foraster, co-editado pela Televisió de Catalunya, Ara Llibres e Brutal Mèdia. Em 2016, o programa ganhou o prêmio Zapping na categoria de melhor programa de entretenimento/concurso.
Em fevereiro de 2018, foi emitido o até então último capítulo do programa, em decorrência dos cortes orçamentários sofridos pela TV3 por conta de uma mudança legal conduzida pelo ministro da Fazenda da época, Cristóbal Montoro, que reteve dezenas de milhões de euros do orçamento do canal de maneira imprevista. Tal situação exigiu o encerramento de todas as co-produções feitas pela emissora catalã. Nesse ensejo, a produtora Brutal Mèdia passou a produzir o mesmo programa – idêntico, mas com apresentação de Pablo Chiapella e emissão pelo canal La 1. Oito meses depois, graças a uma verba extraordinária de 20,4 milhões de euros destinada à televisão pública catalã, o programa pode ser retomado em novembro, apresentando o resto de capítulos da sexta temporada.
O povoado de menor população apresentado pelo programa foi Gisclareny, em Berguedà, com apenas 26 habitantes. Aquele com mais habitantes foi Olivella, em Garraf, com 3.589.

## Audiência
| Temp. | Temp. | Capítulos | Data de exibição       | Data de exibição       | Audiência    | Audiência |
| Temp. | Temp. | Capítulos | Início                 | Fim                    | Expectadores | Share     |
| ----- | ----- | --------- | ---------------------- | ---------------------- | ------------ | --------- |
|       | 1     | 12        | 25 de setembro de 2013 | 29 de janeiro de 2014  | 614.000      | 19,5%     |
|       | 2     | 8         | 4 de maio de 2014      | 29 de junho de 2014    | 528.000      | 17%       |
|       | 3     | 12        | 12 de janeiro de 2015  | 6 de abril de 2015     | 586.000      | 18,6%     |
|       | 4     | 12        | 13 de janeiro de 2016  | 6 de abril de 2016     | 656.000      | 22,4%     |
|       | 5     | 10        | 26 de abril de 2017    | 28 de junho de 2017    | 535.000      | 21,1%     |
|       | 6     | 12        | 17 de janeiro de 2018  | 19 de dezembro de 2018 | 504.000      | 20,9%     |
|       | 7     | 9         | 11 de novembro de 2019 | 20 de janeiro de 2020  | 652.000      | 24,7%     |
|       | 8     | 6         | 16 de novembro de 2020 | 4 de janeiro de 2021   | 635.000      | 24,8%     |
|       | 9     | 9         | 10 de janeiro de 2022  | 7 de março de 2022     | 487.000      | 24%       |
|       | 10    | 8         | 12 de setembro de 2022 | 31 de outubro de 2022  | 502.000      | 25,2%     |
|       | 11    | 8         | 18 de setembro de 2023 | 6 de novembre de 2023  | 514.000*     | 26%       |

### Primeira temporada (2013-2014)[6]
| Data de exibição       | Povoado             | Comarca       | Província | População | Audiência    | Audiência |
| Data de exibição       | Povoado             | Comarca       | Província | População | Expectadores | Share     |
| ---------------------- | ------------------- | ------------- | --------- | --------- | ------------ | --------- |
| 25 de setembro de 2013 | Benifallet          | Baix Ebre     | Tarragona | 714       | 527.000      | 18%       |
| 2 de outubro de 2013   | Bràfim              | Alt Camp      | Tarragona | 673       | 614.000      | 20,2%     |
| 9 de outubro de 2013   | Peramola            | Alt Urgell    | Lleida    | 353       | 528.000      | 18%       |
| 16 de outubro de 2013  | Tortellà            | Garrotxa      | Girona    | 801       | 539.000      | 17,2%     |
| 23 de outubro de 2013  | Belianes            | Urgell        | Lleida    | 525       | 747.000      | 23,6%     |
| 30 de outubro de 2013  | Els Muntells        | Montsià       | Tarragona | 504       | 664.000      | 21,4%     |
| 20 de novembro de 2013 | Vall Fosca          | Pallars Jussà | Lleida    | 670       | 728.000      | 22,2%     |
| 27 de novembro de 2013 | El Port de la Selva | Alt Empordà   | Girona    | 980       | 661.000      | 21,1%     |
| 4 de dezembro de 2013  | Santa Maria d'Oló   | Moianès       | Barcelona | 761       | 693.000      | 21,6%     |
| 15 de janeiro de 2014  | Salardú             | Vall d'Aran   | Lleida    | 592       | 647.000      | 19,9%     |
| 22 de janeiro de 2014  | Borredà             | Berguedà      | Barcelona | 456       | 535.000      | 16,5%     |
| 29 de janeiro de 2014  | Espolla             | Alt Empordà   | Girona    | 425       | 491.000      | 14,8%     |

### Segunda temporada (2014)
| Data de exibição    | Povoado                | Comarca       | Província | População | Audiência    | Audiência |
| Data de exibição    | Povoado                | Comarca       | Província | População | Expectadores | Share     |
| ------------------- | ---------------------- | ------------- | --------- | --------- | ------------ | --------- |
| 4 de maio de 2014   | Godall                 | Montsià       | Tarragona | 591       | 490.000      | 14,4%     |
| 11 de maio de 2014  | Molló                  | Ripollès      | Girona    | 328       | 495.000      | 16,2%     |
| 18 de maio de 2014  | Llafranc               | Baix Empordà  | Girona    | 319       | 575.000      | 17,2%     |
| 1 de junho de 2014  | Prades                 | Baix Camp     | Tarragona | 589       | 597.000      | 17,7%     |
| 8 de junho de 2014  | Alfés                  | Segrià        | Lleida    | 313       | 534.000      | 17,9%     |
| 15 de junho de 2014 | Osor                   | Selva         | Girona    | 416       | 515.000      | 16,3%     |
| 22 de junho de 2014 | La Torre de l'Espanyol | Ribera d'Ebre | Tarragona | 628       | 448.000      | 17,7%     |
| 29 de junho de 2014 | Arsèguel               | Alt Urgell    | Lleida    | 85        | 574.000      | 18,1%     |

### Terceira temporada (2015)[9]
| Data de exibição        | Povoado                 | Comarca          | Província | População | Audiência    | Audiência |
| Data de exibição        | Povoado                 | Comarca          | Província | População | Expectadores | Share     |
| ----------------------- | ----------------------- | ---------------- | --------- | --------- | ------------ | --------- |
| 12 de janeiro de 2015   | Sant Llorenç de Morunys | Solsonès         | Lleida    | 934       | 563.000      | 17,5%     |
| 19 de janeiro de 2015   | Salàs de Pallars        | Pallars Jussà    | Lleida    | 324       | 579.000      | 17,7%     |
| 26 de janeiro de 2015   | Sant Bartomeu del Grau  | Osona            | Barcelona | 840       | 568.000      | 18,5%     |
| 2 de fevereiro de 2015  | La Pera                 | Baix Empordà     | Girona    | 447       | 550.000      | 17,6%     |
| 9 de fevereiro de 2015  | Espinelves              | Osona            | Girona    | 206       | 562.000      | 18,3%     |
| 16 de fevereiro de 2015 | La Vilella Baixa        | Priorat          | Tarragona | 202       | 583.000      | 18,6%     |
| 23 de fevereiro de 2015 | Portbou                 | Alt Empordà      | Girona    | 930       | 525.000      | 17,6%     |
| 2 de março de 2015      | Queralbs                | Ripollès         | Girona    | 186       | 608.000      | 19,5%     |
| 9 de março de 2015      | Barberà de la Conca     | Conca de Barberà | Tarragona | 476       | 659.000      | 21,1%     |
| 16 de março de 2015     | Algerri                 | Noguera          | Lleida    | 399       | 554.000      | 17,9%     |
| 23 de março de 2015     | Llavorsí                | Pallars Sobirà   | Lleida    | 352       | 640.000      | 19,2%     |
| 6 de abril de 2015      | Sant Feliu Sasserra     | Bages            | Barcelona | 600       | 647.000      | 20,3%     |

### Quarta temporada (2016)[10]
| Data de exibição        | Povoado                  | Comarca        | Província | População | Audiência    | Audiência |
| Data de exibição        | Povoado                  | Comarca        | Província | População | Expectadores | Share     |
| ----------------------- | ------------------------ | -------------- | --------- | --------- | ------------ | --------- |
| 13 de janeiro de 2016   | Cases d'Alcanar          | Montsià        | Tarragona | 978       | 649.000      | 22,5%     |
| 20 de janeiro de 2016   | Castellfollit de la Roca | Garrotxa       | Girona    | 956       | 655.000      | 24,5%     |
| 27 de janeiro de 2016   | Vall de Boí 1            | Alta Ribagorça | Lleida    | 970       | 557.000      | 19,4%     |
| 3 de fevereiro de 2016  | Vall de Boí 2            | Alta Ribagorça | Lleida    | 970       | 554.000      | 18,9%     |
| 10 de fevereiro de 2016 | Isona i Conca Dellà      | Pallars Jussà  | Lleida    | 978       | 529.000      | 18,8%     |
| 17 de fevereiro de 2016 | Castellar de n'Hug       | Berguedà       | Barcelona | 165       | 829.000      | 27,4%     |
| 24 de fevereiro de 2016 | Povoadonou del Delta     | Montsià        | Tarragona | 169       | 689.000      | 22,7%     |
| 2 de março de 2016      | Organyà                  | Alt Urgell     | Lleida    | 792       | 750.000      | 24,8%     |
| 9 de março de 2016      | Maçanet de Cabrenys      | Alt Empordà    | Girona    | 681       | 748.000      | 24,3%     |
| 23 de março de 2016     | Ventalló                 | Alt Empordà    | Girona    | 854       | 587.000      | 21,9%     |
| 30 de março de 2016     | Llessui e Vall d'Àssua   | Pallars Sobirà | Lleida    | 300       | 621.000      | 20,4%     |
| 6 de abril de 2016      | Viladrau                 | Osona          | Barcelona | 977       | 676.000      | 22,1%     |

### Quinta temporada (2017)[11]
| Data de exibição    | Povoado                               | Comarca                               | Província                             | População | Audiência    | Audiência |
| Data de exibição    | Povoado                               | Comarca                               | Província                             | População | Expectadores | Share     |
| ------------------- | ------------------------------------- | ------------------------------------- | ------------------------------------- | --------- | ------------ | --------- |
| 26 de abril de 2017 | La Barceloneta                        | Barcelonès                            | Barcelona                             | -         | 395.000      | 15,8%     |
| 3 de maio de 2017   | Rupit                                 | Osona                                 | Barcelona                             | 285       | 471.000      | 18,6%     |
| 10 de maio de 2017  | Gósol                                 | Berguedà                              | Lleida                                | 209       | 520.000      | 20,9%     |
| 17 de maio de 2017  | Horta de Sant Joan                    | Terra Alta                            | Tarragona                             | 993       | 421.000      | 17,2%     |
| 24 de maio de 2017  | Calella de Palafrugell                | Baix Empordà                          | Girona                                | 677       | 536.000      | 19,7%     |
| 31 de maio de 2017  | Foradada                              | Noguera                               | Lleida                                | 173       | 465.000      | 18%       |
| 7 de junho de 2017  | Guils de Cerdanya                     | Cerdanya                              | Girona                                | 529       | 626.000      | 23,1%     |
| 14 de junho de 2017 | Penelles                              | Noguera                               | Lleida                                | 474       | 475.000      | 19,2%     |
| 21 de junho de 2017 | Masdenverge                           | Montsià                               | Tarragona                             | 998       | 448.000      | 19,1%     |
| 28 de junho de 2017 | Andorra (Sant Julià de Lòria, Encamp) | Andorra (Sant Julià de Lòria, Encamp) | Andorra (Sant Julià de Lòria, Encamp) | -         | 454.000      | 18,2%     |

### Sexta temporada (2018)
| Data de exibição        | Povoado                           | Comarca         | Província | População | Audiência    | Audiência |
| Data de exibição        | Povoado                           | Comarca         | Província | População | Expectadores | Share     |
| ----------------------- | --------------------------------- | --------------- | --------- | --------- | ------------ | --------- |
| 17 de janeiro de 2018   | La Mina                           | Barcelonès      | Barcelona | -         | 522.000      | 22,1%     |
| 24 de janeiro de 2018   | La Vall d'en Bas                  | Garrotxa        | Girona    | 3.050     | 542.000      | 20,8%     |
| 31 de janeiro de 2018   | Castellfollit del Boix            | Bages           | Barcelona | 446       | 620.000      | 24,7%     |
| 7 de fevereiro de 2018  | Ascó                              | Ribera d'Ebre   | Tarragona | 1.695     | 585.000      | 22,2%     |
| 14 de fevereiro de 2018 | Cornudella de Montsant            | Priorat         | Tarragona | 964       | 495.000      | 20,4%     |
| 21 de fevereiro de 2018 | Monestir de Sant Daniel de Girona | Gironès         | Girona    | 664       | 539.000      | 21,7%     |
| 7 de novembro de 2018   | Santa Pau                         | Garrotxa        | Girona    | 1.600     | 495.000      | 22%       |
| 14 de novembro de 2018  | Pacs del Penedès                  | Alt Penedès     | Barcelona | 908       | 409.000      | 17,7%     |
| 21 de novembro de 2018  | Serinyà                           | Pla de l'Estany | Girona    | 1.132     | 428.000      | 18,4%     |
| 28 de novembro de 2018  | Cadaqués                          | Alt Empordà     | Girona    | 2.800     | 427.000      | 19,8%     |
| 12 de dezembro de 2018  | Sant Martí de Tous                | Anoia           | Barcelona | 1.196     | 488.000      | 21,9%     |
| 19 de dezembro de 2018  | Riudecanyes                       | Baix Camp       | Tarragona | 1.100     | 502.000      | 21,3%     |

### Sétima temporada (2019-2020)
| Data de exibição       | Povoado               | Comarca          | Província | População | Audiência    | Audiência |
| Data de exibição       | Povoado               | Comarca          | Província | População | Expectadores | Share     |
| ---------------------- | --------------------- | ---------------- | --------- | --------- | ------------ | --------- |
| 11 de novembro de 2019 | Gisclareny            | Berguedà         | Barcelona | 26        | 788.000      | 27,7%     |
| 18 de novembro de 2019 | Rodonyà               | Alt Camp         | Tarragona | 480       | 615.000      | 22,3%     |
| 25 de novembro de 2019 | Les                   | Vall d'Aran      | Lleida    | 954       | 577.000      | 23,3%     |
| 2 de dezembro de 2019  | Òrrius                | Maresme          | Barcelona | 730       | 652.000      | 24,9%     |
| 9 de dezembro de 2019  | Llívia                | Cerdanya         | Girona    | 1.428     | 728.000      | 27,6%     |
| 16 de dezembro de 2019 | L'Albi                | Garrigues        | Lleida    | 762       | 667.000      | 24,4%     |
| 6 de janeiro de 2020   | La Vall d'Àger        | Noguera          | Lleida    | 590       | 568.000      | 22%       |
| 13 de janeiro de 2020  | Sant Martí de Llémena | Gironès          | Girona    | 626       | 567.000      | 21,3%     |
| 20 de janeiro de 2020  | Vimbodí i Povoadot    | Conca de Barberà | Tarragona | 917       | 729.000      | 27,5%     |

### Oitava temporada (2020-2021)
| Data de exibição       | Povoado                | Comarca           | Província | População | Audiência    | Audiência |
| Data de exibição       | Povoado                | Comarca           | Província | População | Expectadores | Share     |
| ---------------------- | ---------------------- | ----------------- | --------- | --------- | ------------ | --------- |
| 16 de novembro de 2020 | L'Estany               | Moianès           | Barcelona | 406       | 632.000      | 24,5%     |
| 23 de novembro de 2020 | Perafita               | Osona             | Barcelona | 412       | 633.000      | 25,1%     |
| 30 de novembro de 2020 | Olivella               | Garraf            | Barcelona | 3.589     | 686.000      | 25,3%     |
| 7 de dezembro de 2020  | Rellinars              | Vallès Occidental | Barcelona | 780       | 563.000      | 23,9%     |
| 21 de dezembro de 2020 | La Nou de Gaià         | Tarragonès        | Tarragona | 603       | 654.000      | 24,8%     |
| 4 de janeiro de 2021   | Vallfogona de Ripollès | Ripollès          | Girona    | 196       | 641.000      | 25,3%     |

### Nona temporada (2022)
| Data de exibição        | Povoado                 | Comarca       | Província | População | Audiência    | Audiência |
| Data de exibição        | Povoado                 | Comarca       | Província | População | Expectadores | Share     |
| ----------------------- | ----------------------- | ------------- | --------- | --------- | ------------ | --------- |
| 10 de janeiro de 2022   | Mura                    | Bages         | Barcelona | 220       | 500.000      | 23%       |
| 17 de janeiro de 2022   | Paüls                   | Baix Ebre     | Tarragona | 545       | 509.000      | 24,8%     |
| 24 de janeiro de 2022   | Sant Llorenç de la Muga | Alt Empordà   | Girona    | 265       | 477.000      | 22,8%     |
| 31 de janeiro de 2022   | La Coma i la Pedra      | Solsonès      | Lleida    | 250       | 478.000      | 22,1%     |
| 7 de fevereiro de 2022  | El Montmell             | Baix Penedès  | Tarragona | 1.582     | 512.000      | 25,6%     |
| 14 de fevereiro de 2022 | Sant Ramon              | Segarra       | Lleida    | 487       | 506.000      | 24,3%     |
| 21 de fevereiro de 2022 | Tivissa                 | Ribera d'Ebre | Tarragona | 1.619     | 478.000      | 24%       |
| 28 de fevereiro de 2022 | Sant Martí Vell         | Gironès       | Girona    | 251       | 439.000      | 21,8%     |
| 7 de março de 2022      | Miralcamp               | Pla d'Urgell  | Lleida    | 1.366     | 486.000      | 25%       |

### Décima temporada (2022)
| Data de exibição       | Povoado           | Comarca        | Província | População | Audiência    | Audiência |
| Data de exibição       | Povoado           | Comarca        | Província | População | Expectadores | Share     |
| ---------------------- | ----------------- | -------------- | --------- | --------- | ------------ | --------- |
| 12 de setembro de 2022 | Verges            | Baix Empordà   | Girona    | 1.183     | 530.000      | 25,6%     |
| 19 de setembro de 2022 | Castellserà       | Urgell         | Lleida    | 976       | 521.000      | 27%       |
| 26 de setembro de 2022 | El Serrallo       | Tarragonès     | Tarragona | 1.150     | 427.000      | 22,5%     |
| 3 de outubro de 2022   | Vall de Bianya    | Garrotxa       | Girona    | 1.315     | 482.000      | 24%       |
| 10 de outubro de 2022  | Vilanova de Sau   | Osona          | Barcelona | 314       | 532.000      | 26,1%     |
| 17 de outubro de 2022  | Pratdip           | Baix Camp      | Tarragona | 709       | 540.000      | 25%       |
| 24 de outubro de 2022  | Ametlla de Merola | Berguedà       | Barcelona | 189       | 523.000      | 25%       |
| 31 de outubro de 2022  | Vilaller          | Alta Ribagorça | Lleida    | 554       | 459.000      | 26,3%     |

### Décima primeira temporada (2023)[12]
| Data de exibição       | Povoado            | Comarca        | Província | População | Audiência    | Audiência |
| Data de exibição       | Povoado            | Comarca        | Província | População | Expectadores | Share     |
| ---------------------- | ------------------ | -------------- | --------- | --------- | ------------ | --------- |
| 18 de setembro de 2023 | Camprodon          | Ripollès       | Girona    | 2.469     | 558.000      | 27%       |
| 25 de setembro de 2023 | Xerta              | Baix Ebre      | Tarragona | 1.150     | 479.000      | 27,5%     |
| 2 de outubro de 2023   | El Bruc            | Anoia          | Barcelona | 2.218     | 513.000      | 26,2%     |
| 9 de outubro de 2023   | Sant Pere Pescador | Alt Empordà    | Girona    | 2.069     | 495.000      | 25,3%     |
| 16 de outubro de 2023  | Ulldemolins        | Priorat        | Tarragona | 409       | 496.000      | 24,9%     |
| 23 de outubro de 2023  | Valls d'Àneu       | Pallars Sobirà | Lleida    | 841       | 556.000      | 29,3%     |
| 30 de outubro de 2023  | Olost              | Lluçanès       | Barcelona | 1.206     | 429.000      | 23,4%     |
| 6 de novembro de 2023  | La Granadella      | Garrigues      | Lleida    | 724       | 500.000      | 24,6%     |

### Resumos das temporadas
| Data de exibição       | Títol                  | Audiência    | Audiência |
| Data de exibição       | Títol                  | Expectadores | Share     |
| ---------------------- | ---------------------- | ------------ | --------- |
| 5 de fevereiro de 2014 | Resumo da 1ª temporada | 302.000      | 9,4%      |
| 6 de julho de 2014     | Resumo da 2ª temporada | 387.000      | 14,1%     |
| 5 de julho de 2017     | Resumo da 5ª temporada | 340.000      | 14,6%     |

### Especials
| Data de exibição        | Títuloc                       | Audiência    | Audiência |
| Data de exibição        | Títuloc                       | Expectadores | Share     |
| ----------------------- | ----------------------------- | ------------ | --------- |
| 14 de setembro de 2014  | El Foraster na TV3            | 901.000      | 28,9%     |
| 22 de dezembro de 2014  | Manual do bom forasteiro      | 338.000      | 10,8%     |
| 13 de abril de 2015     | El Foraster no sofá           | 481.000      | 15,0%     |
| 20 de abril de 2015     | A intimidade do El foraster   | 528.000      | 17,0%     |
| 4 de janeiro de 2016    | Um vale muito especial        | 614.000      | 19,4%     |
| 20 de abril de 2016     | Os amigos do El Foraster      | 449.000      | 15,4%     |
| 16 de junho de 2016     | Forasteiros em Madri          | 667.000      | 23,1%     |
| 13 de julho de 2016     | Formentera                    | 609.000      | 24,4%     |
| 14 de setembro de 2016  | Mercabarna                    | 492.000      | 20,4%     |
| 12 de novembro de 2016  | Histórias do El Foraster      | 322.000      | 13,1%     |
| 4 de julho de 2017      | As paisagens do El Foraster   | 379.000      | 21,7%     |
| 28 de fevereiro de 2018 | A verdade do El Foraster      | 422.000      | 16,4%     |
| 26 de dezembro de 2018  | Benifallet, cinco anos depois | 498.000      | 18,9%     |
| 2 de janeiro de 2019    | Os presentes do El Foraster   | 357.000      | 15,7%     |
| 27 de janeiro de 2020   | Os desafios do El Foraster    | 462.000      | 18,4%     |
| 14 de dezembro de 2020  | Confinados                    | 421.000      | 17,2%     |
| 11 de janeiro de 2021   | Tesouros do El Foraster       | 482.000      | 19,3%     |
| 14 de março de 2022     | A sorte do El Foraster        | 359.000      | 18,4%     |
| 7 de novembro de 2022   | Os sonhos do El Foraster      | 488.000      | 23,1%     |

## Prêmios e reconhecimentos
- Prêmio Ondas 2016 de Melhor programa transmitido por emissoras ou canais não estatais.[13]
- Prêmio FAGIC 2018 da Federação Catalã de Associações Ciganas da Catalunha.[14]
- Indicação ao prêmio Zapping 2022 na categoria de programa de cultura, divulgação ou documentário[15]

## Linksexternos
- Website oficial da série